# Pseudozawory spinowe

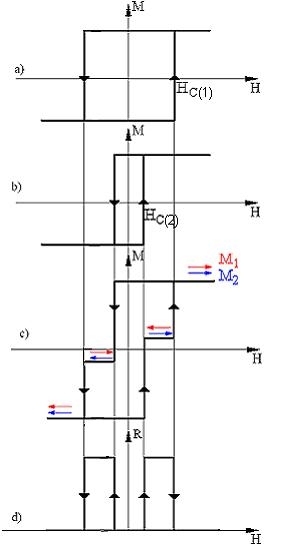
Rysunek 1: a) Pętla histerezy warstwy F_{1}, b) Pętla histerezy warstwy F_{2}, c) efektywna pętla histerezy układu F_{1}/N/F_{2}, strzałki czerwone oznaczają kierunki namagnesowań warstwy F_{1}, strzałki niebieskie kierunki namagnesowań warstwy
F_{2} d) magnetoopór pseudo-zaworu spinowego

Pseudozawór spinowy (PSV – pseudo spin valve) to układ warstwowy typu F1/NF/F2, gdzie F1 i F2 są warstwami ferromagnetycznymi, mającymi różne pola koercji a NF jest przekładką nieferromagnetyczną. Ferromagnetyk F1 jest materiałem twardym magnetycznie charakteryzującym się szeroką pętlą histerezy magnetycznej, natomiast ferromagnetyk F2 jest materiałem miękkim magnetycznie z wąską pętlą histerezy. Na rys. 1. przedstawiono pętle histerezy warstw F1 i F2, o polach koercji HC(1) > HC(2), oraz pętle histerezy całego układu, czyli pseudozaworu spinowego. Na rysunku tym widać, że wysoka wartość oporu odpowiadająca antyrównoległej konfiguracji namagnesowania warstw F1 i F2, występuje dla  -HC(1)≤H≤-HC(2), dla wartości pola magnetycznego zmieniających się od wartości dodatnich do ujemnych oraz dla  HC(2)≤H≤HC(1), dla H zmieniających się od ujemnych do dodatnich wartości.
W pseudozaworach spinowych, podobnie jak w zaworach spinowych grubość subwarstw przekładki nieferromagnetycznej NF musi być tak dobrana, by z jednej strony zagwarantować niezależne przemagnesowanie (powinno występować możliwie małe sprzężenie międzywarstwowe) warstw ferromagnetycznych F1 i F2 oraz możliwie dużą wartość GMR.
Pseudozawory spinowe znajdują zastosowanie w magnetycznych pamięciach MRAM.
Oznaczenia:
- F1 - ferromagnetyk twardy magnetycznie
- F2 - ferromagnetyk miękki magnetycznie
- NF - przekładka nieferromagnetyczna
- HC(1) - pole koercji ferromagnetyka "twardego"
- HC(2) - pole koercji ferromagnetyka "miękkiego"
- H - natężenie pola magnetycznego
- M - moment magnetyczny
- R - rezystancja